# Свете (село)

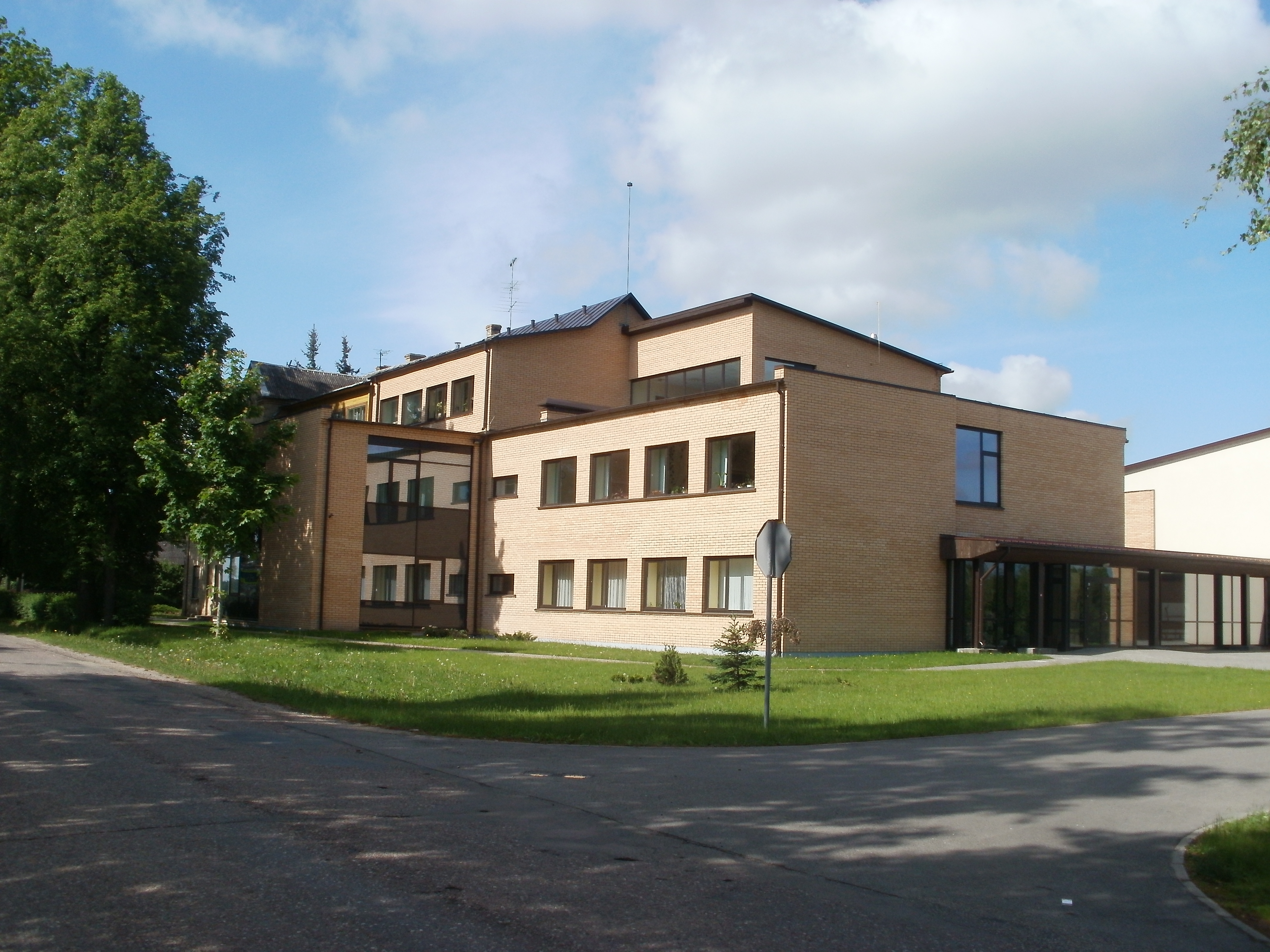
Начальная школа

Све́те (латыш. Svēte) — населённый пункт в Елгавском крае Латвии, административный центр Светской волости. Находится на правом берегу реки Свете у региональной автодороги P95 (Елгава — Тервете — литовская граница). Расстояние до города Елгава составляет около 9 км.
По данным на 2015 год, в населённом пункте проживало 630 человек. Есть волостная администрация, начальная школа, фельдшерский и акушерский пункт, библиотека, усадьба Свете.

## История
Село находится на территории бывшего поместья Свете.
В советское время населённый пункт был центром Светского сельсовета Елгавского района. В селе располагалась центральная усадьба колхоза «Свете».